# Zgripțor (mitologie)
Zgripțor (sau zgripsor; feminin: zgripțoroaică, zgripsoroaică, zgripțuroaică) este o pasăre din basme și mituri, de dimensiuni colosale, care îl ajută pe Făt-Frumos să se întoarcă de pe tărâmul celălalt, ca răsplată faptul că Făt-Frumos i-a salvat puii pe cale să fie înghițiți de un balaur sau un șarpe uriaș. 
Zgripțorul are mai multe interpretări mitologice. El este imaginea lui Zeus, ca stăpân al cerului. Sugerează, potrivit Odiseii lui Homer, cetatea lui Zeus, numită în text Troia, cetate care va fi cucerită de ahei, după nouă ani de lupte. Varianta feminina:zgripturoaica il ajuta pe fiul cel mic sa urce inapoi cu merele de aur dupa ce i-a salvat puii de un zmeu.  
Alți interpreți consideră că zgripțorul, în varianta feminină, zgripțuroaica, este de fapt o corabie, care îl duce pe erou înapoi în patrie.